# دالي كاسترو
دالي كاسترو (بالإنجليزية: Dale Castro)‏ هو لاعب كرة قدم أمريكية أمريكي، ولد في 26 نوفمبر 1959.